# Escultura en la India

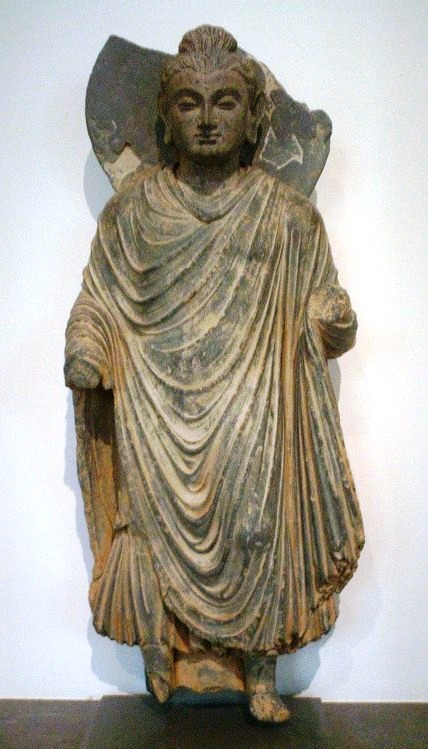
Escultura de Siddhārtha Gautama, fundador del budismo.

Las primeras esculturas en la India datan de la época de la cultura del valle del Indo (c. 3300 a. C. hasta c. 1300 a. C.), de la cual se han hallado objetos de bronce y roca tallada, que de hecho, se hallan dentro de las esculturas más antiguas del mundo. En épocas posteriores, tan pronto como se desarrollaron el hinduismo, el budismo y el jainismo, la India produjo algunas de las muestras escultóricas en bronce más elaboradas, así como insuperables obras talladas en sus templos. Algunos santuarios, como el encontrado en Ellora no fueron construidos usando bloques, sino que en su lugar se excavó y esculpió directamente sobre la roca, convirtiéndose quizás, en parte de las esculturas más grandes y complejas conocidas.
Durante los siglos primero y segundo a. C. en la parte más septentrional de la India, en lo que es ahora el sur de Afganistán y el norte de Paquistán, las esculturas se tornaron más explícitas, representando episodios de la vida de Buda y sus enseñanzas. Aunque la India conservaba una larga tradición escultórica y un rico dominio de la iconografía, Buda nunca fue representado en su forma humana antes de esta época, sino solamente a través de símbolos. Esto puede ser porque la escultura de los budistas de Gandhara en la moderna Afganistán muestra una influencia artística de los griegos y persas. Artísticamente hablando, de la escuela de escultura de Gandhara se dice que ha contribuido el cabello ondulado, el ropaje que cubre ambos hombros, zapatos y sandalias, ornamentos de hojas de acanto, etc.

## Galería

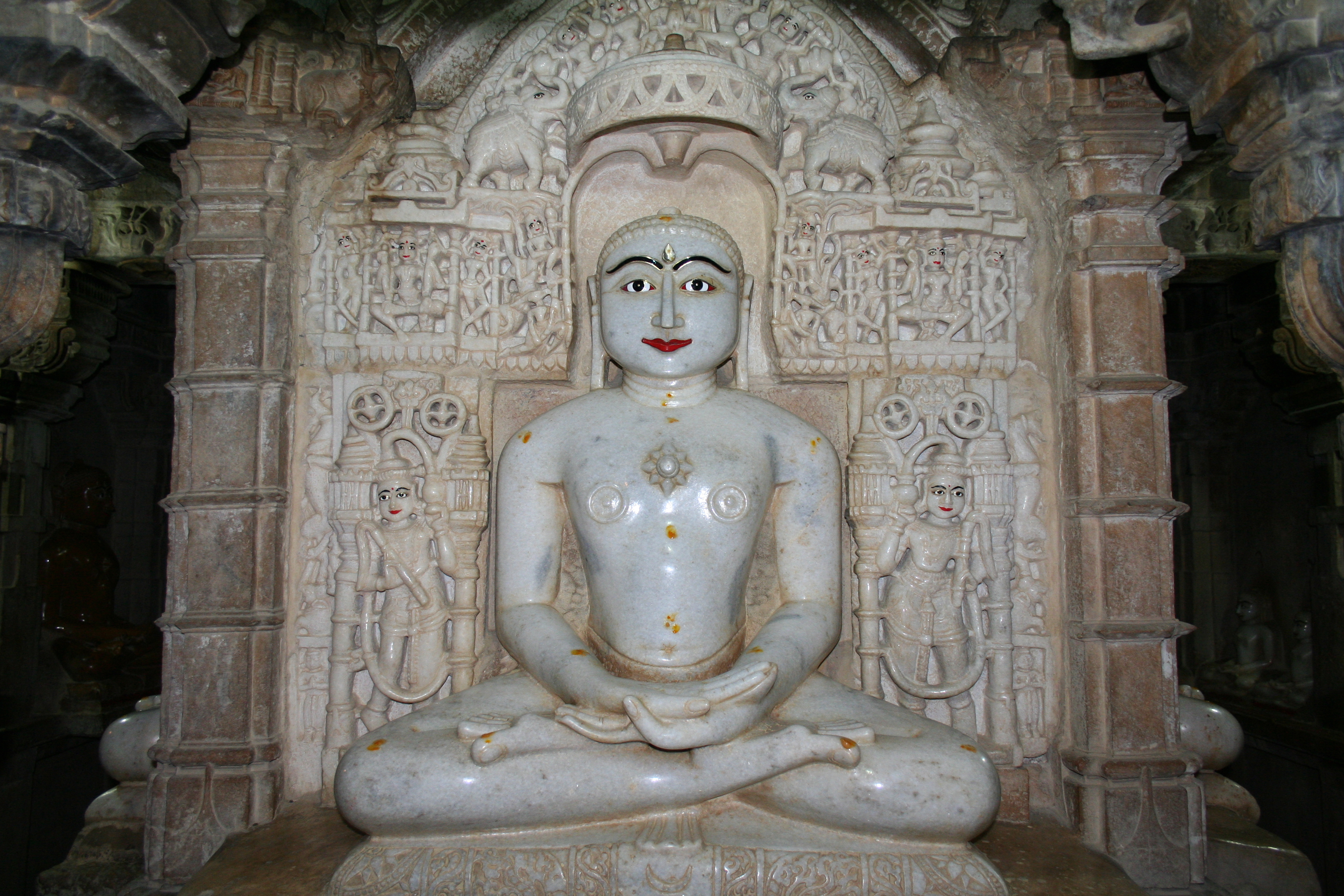
Trabajo realizado en mármol, Templo Jaisalmer Jain, Rajastán
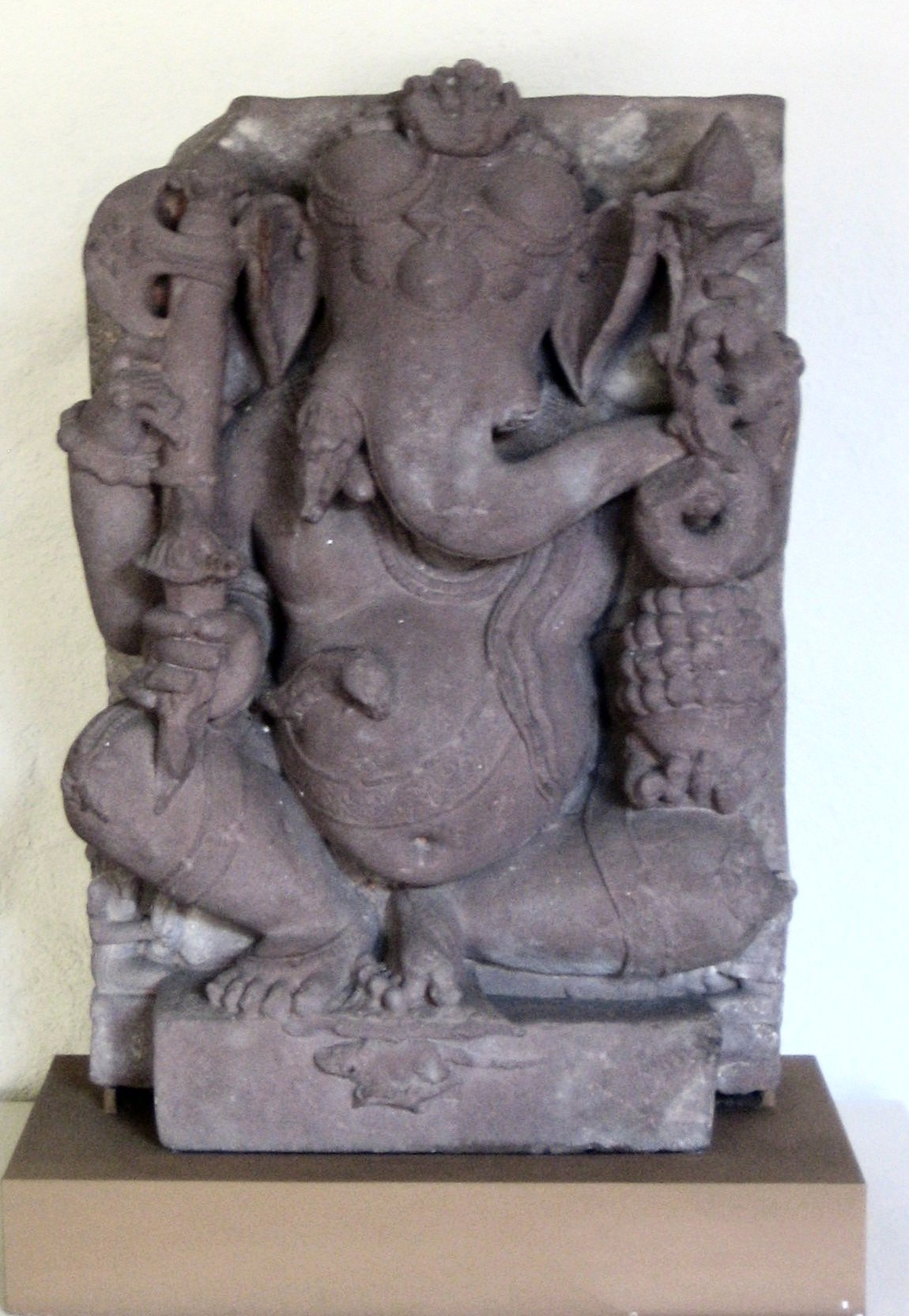
Ganesha sentado, escultura de arenisca (Rajastán), India, siglo noveno, Honolulu Academy of Arts
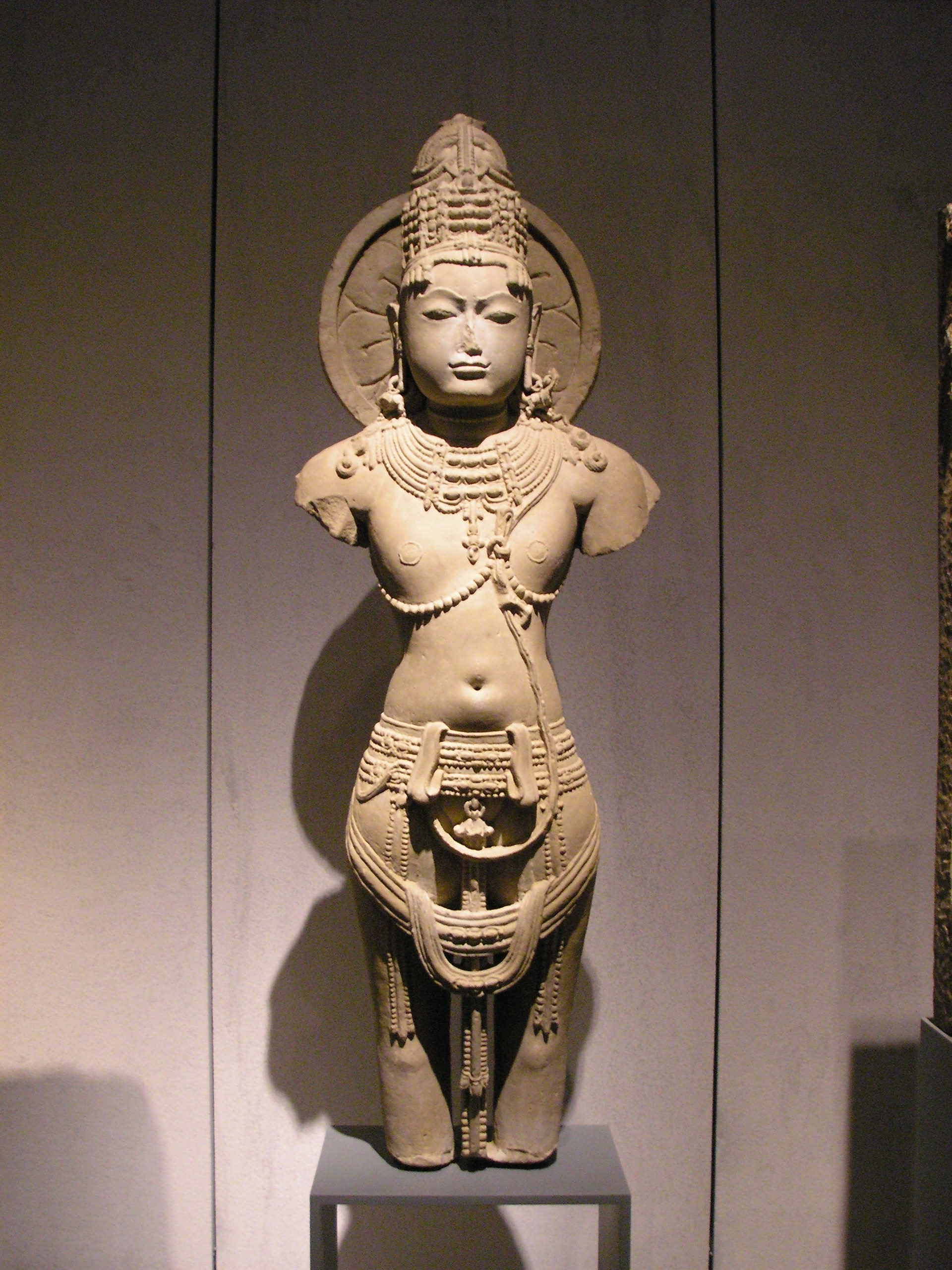
Escultura de arenisca de una deidad, siglo XI d.C., Rajastán
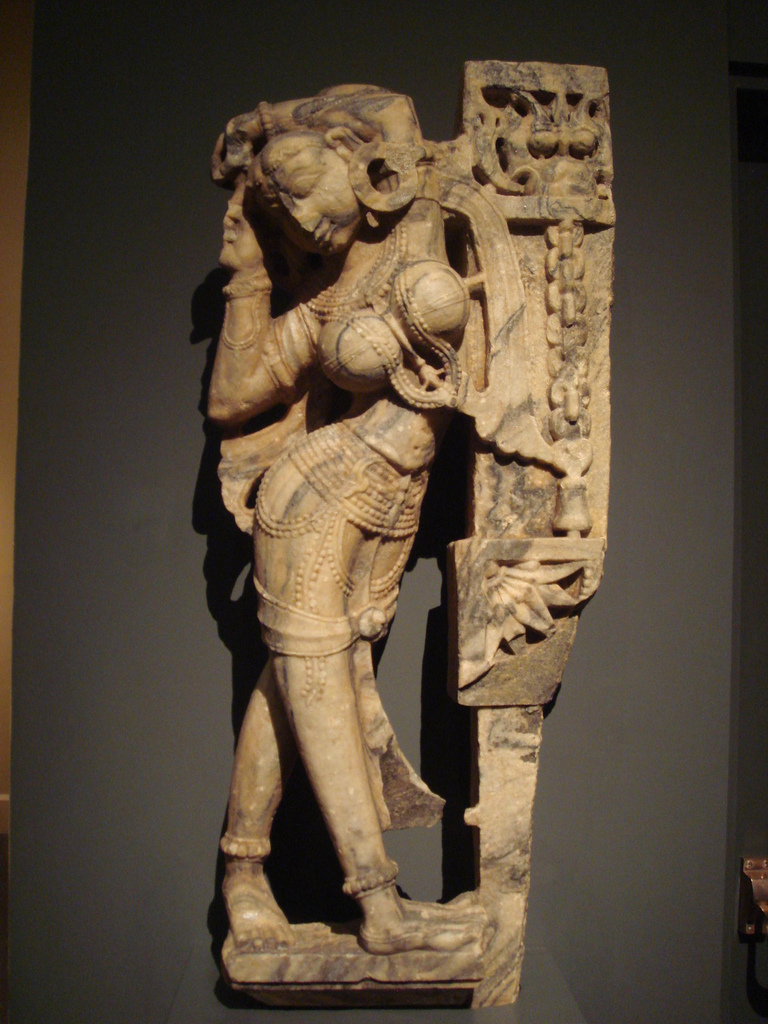
Escultura de una mujer hecha en mármol, ca. 1450, Rajastán
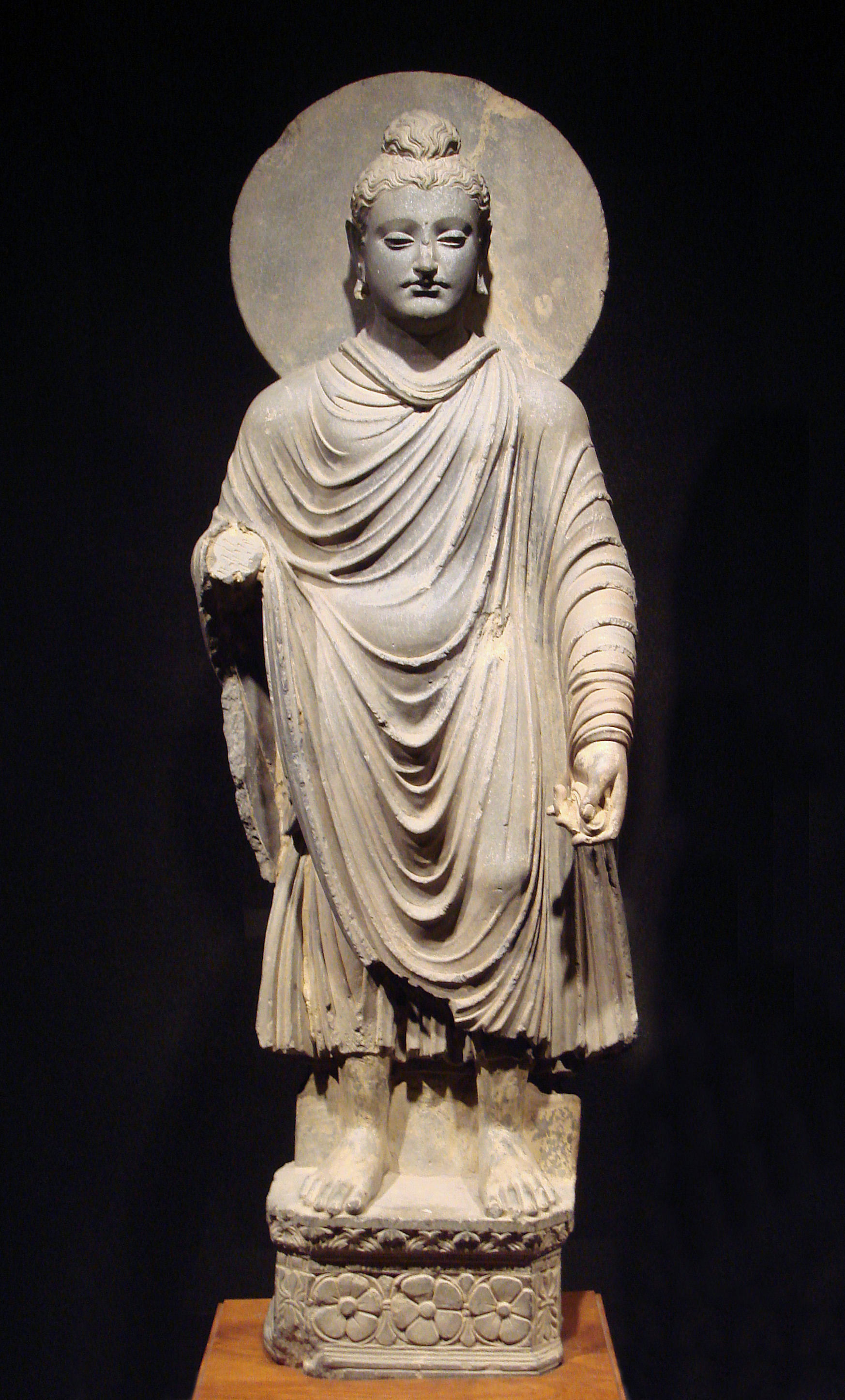
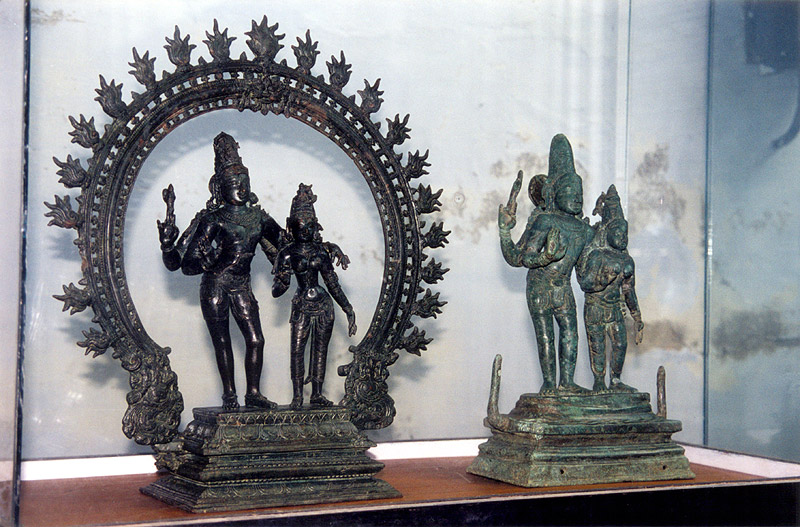
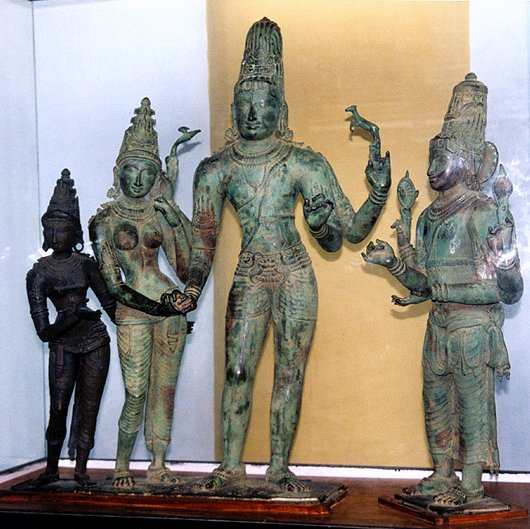
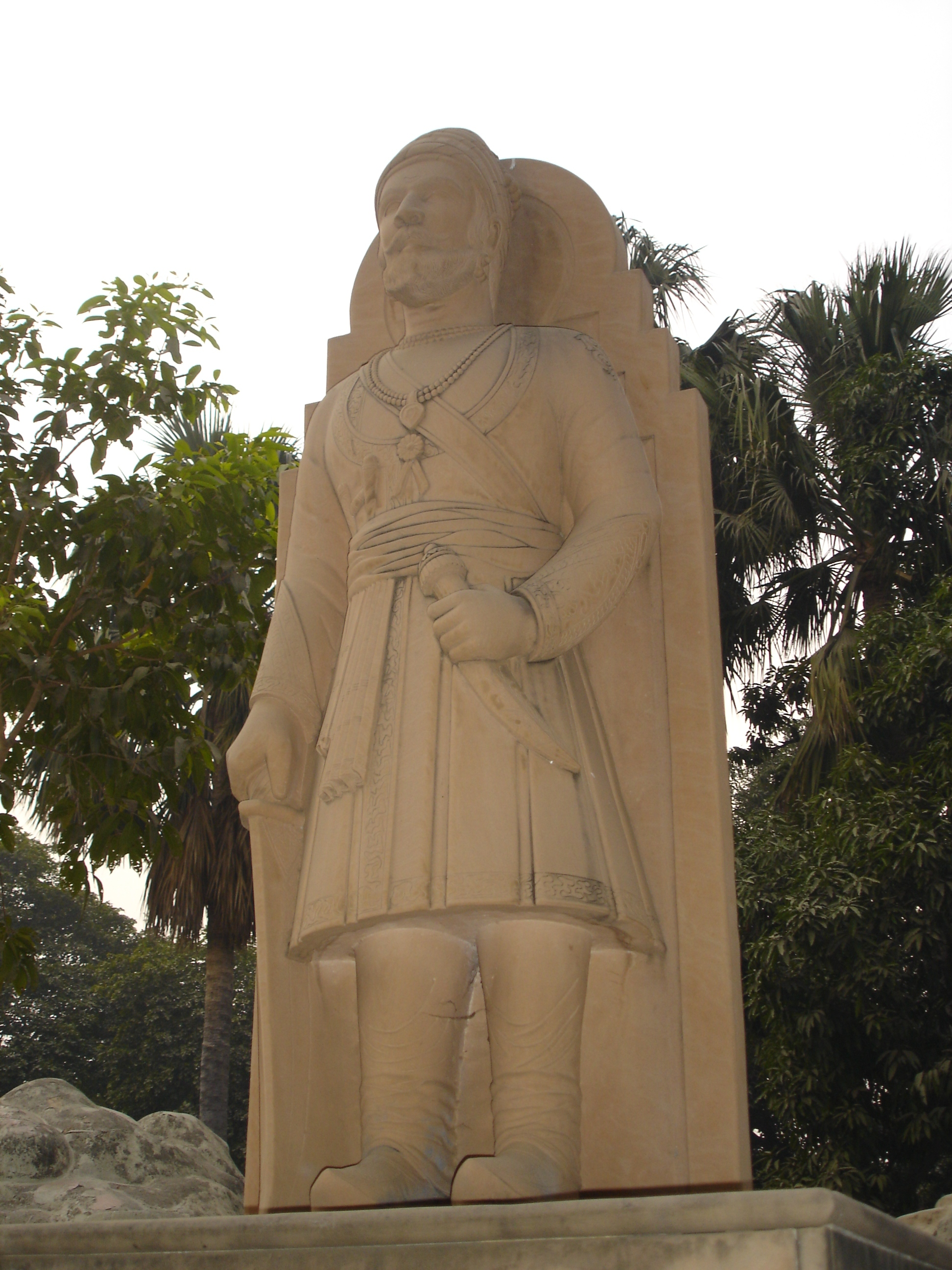
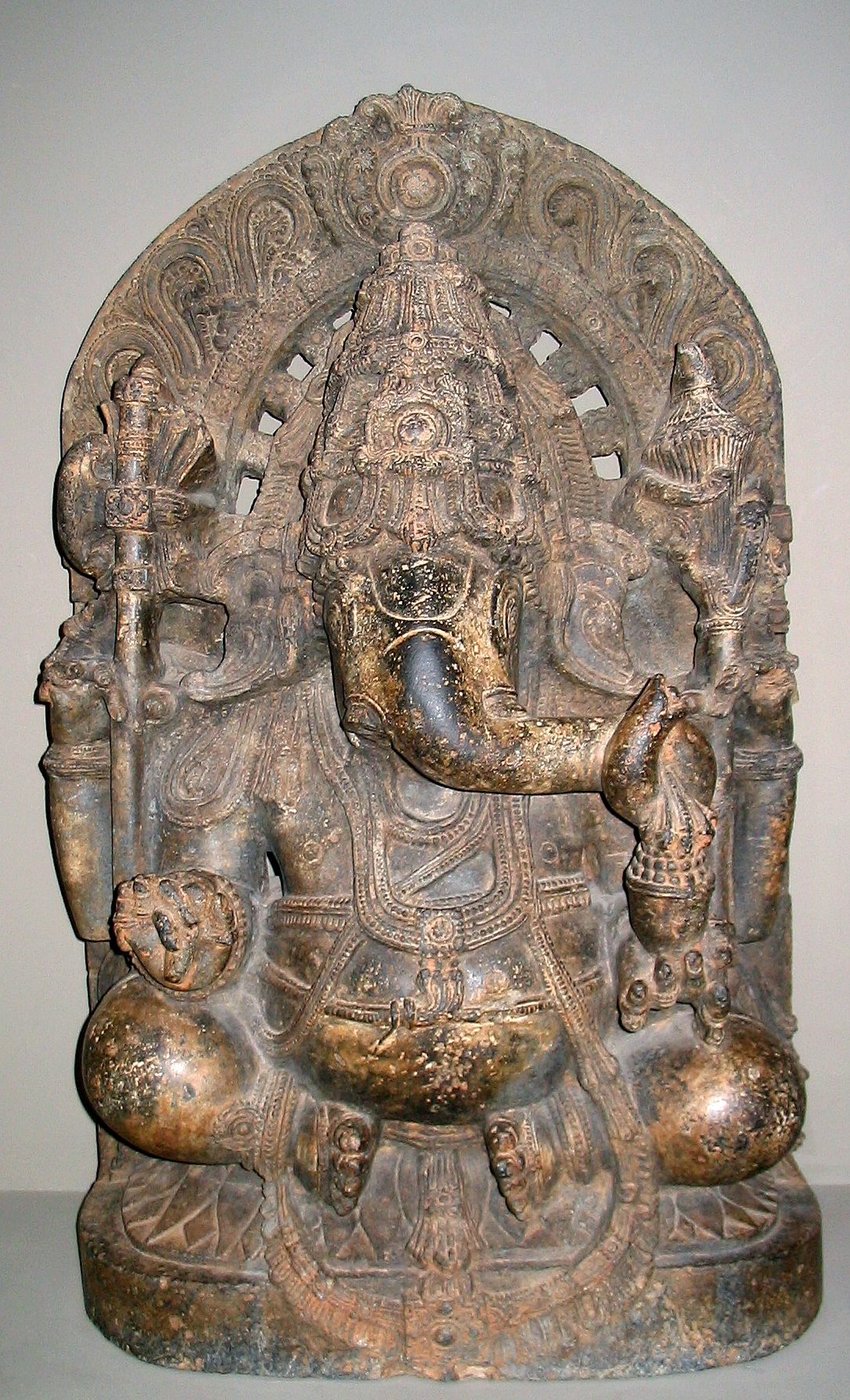
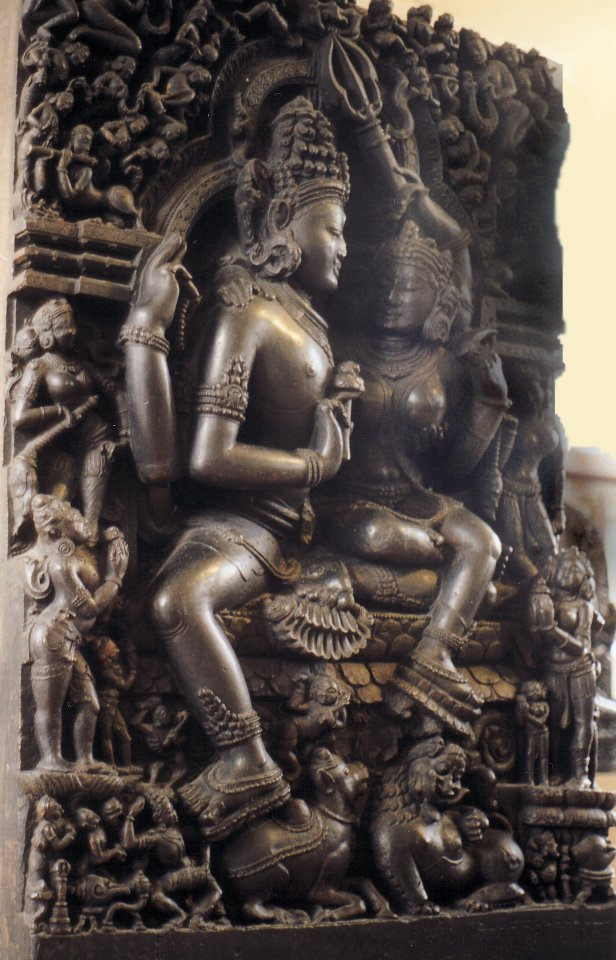
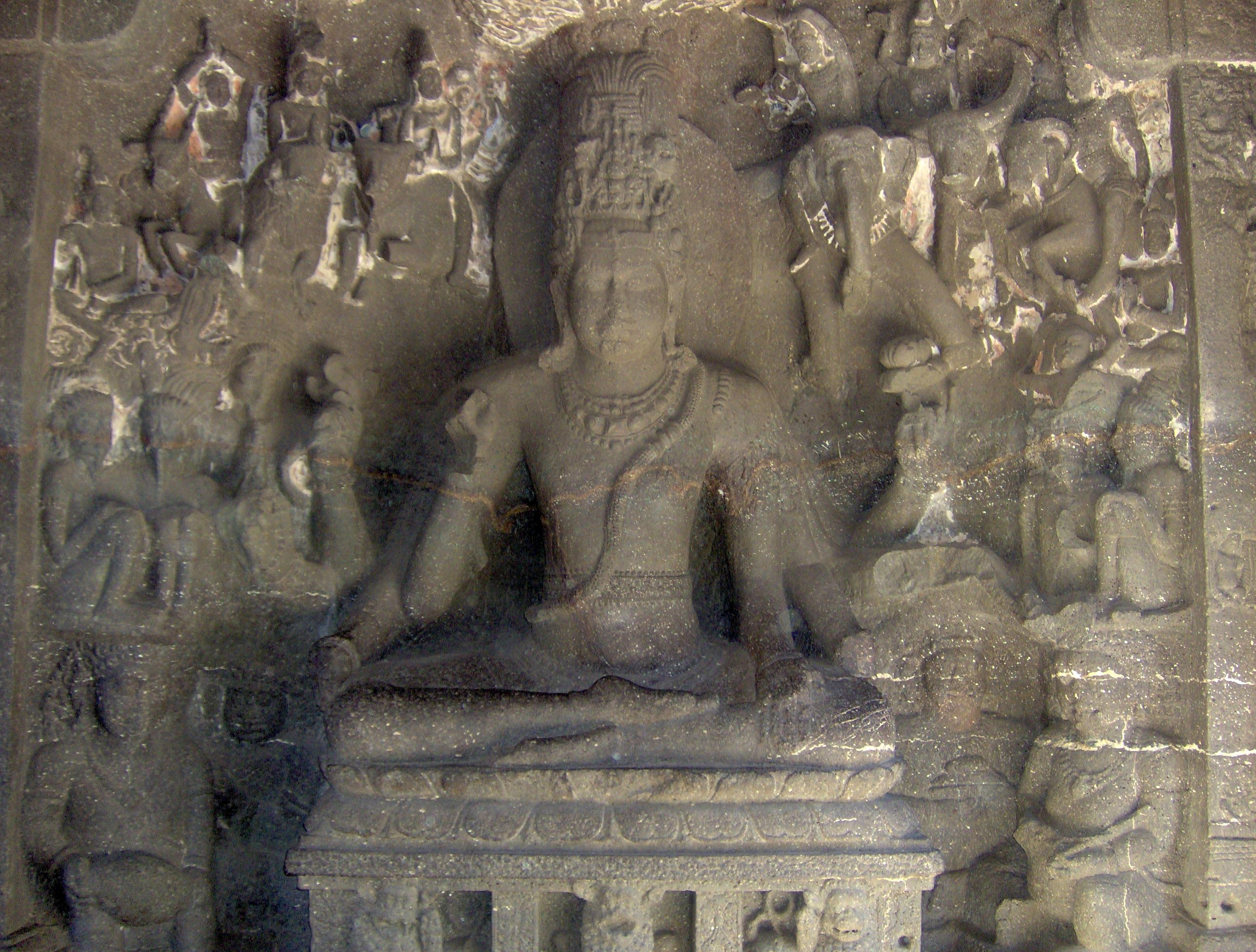
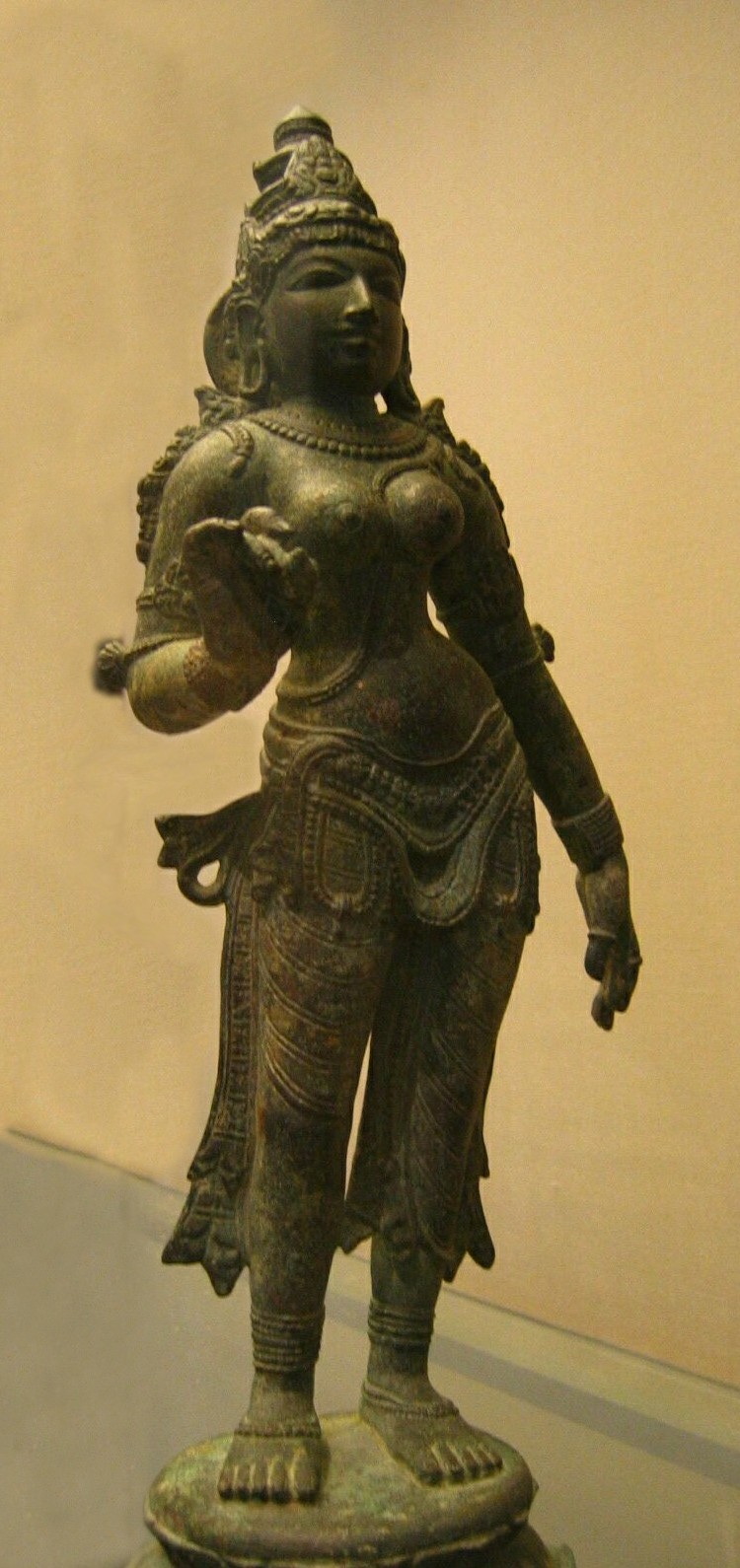
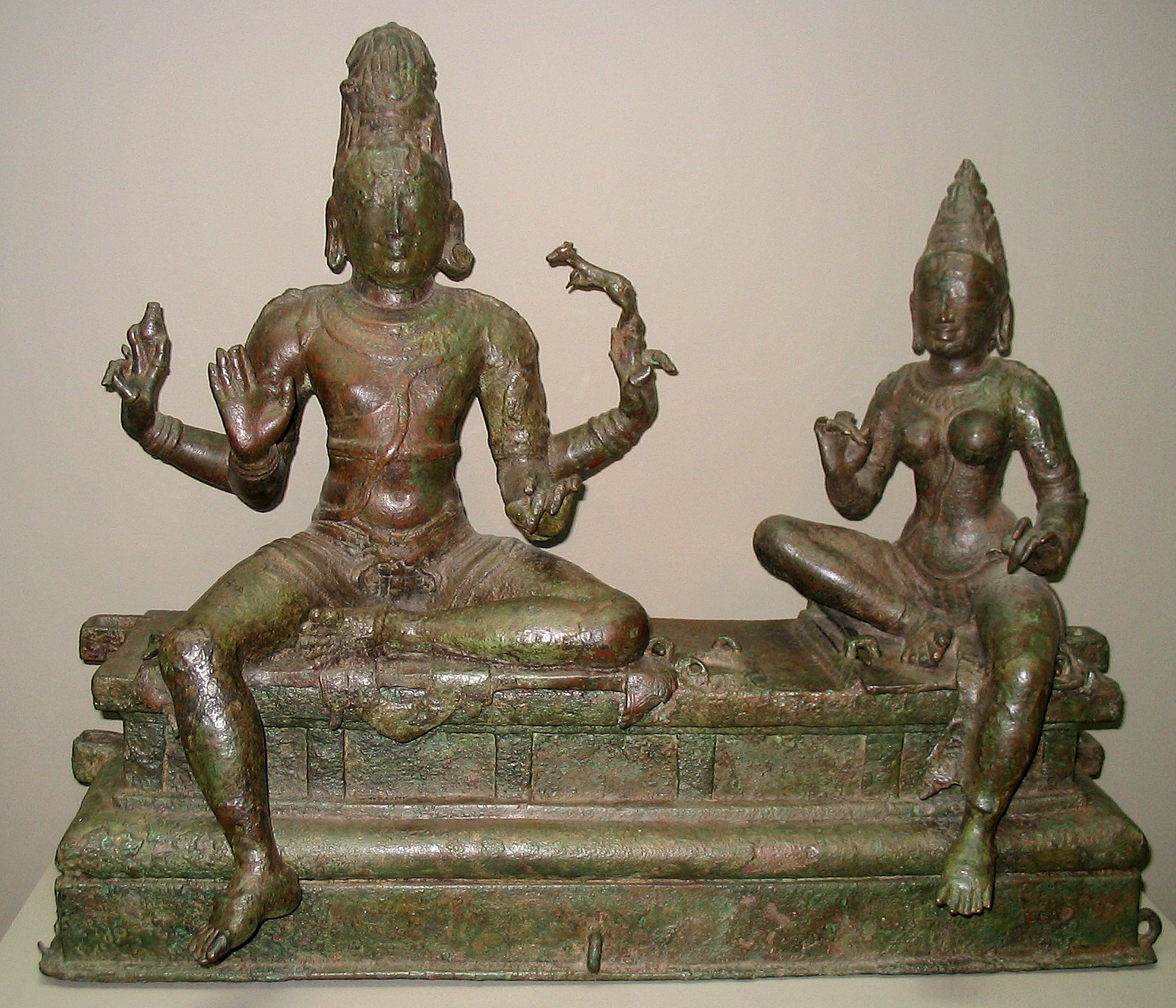
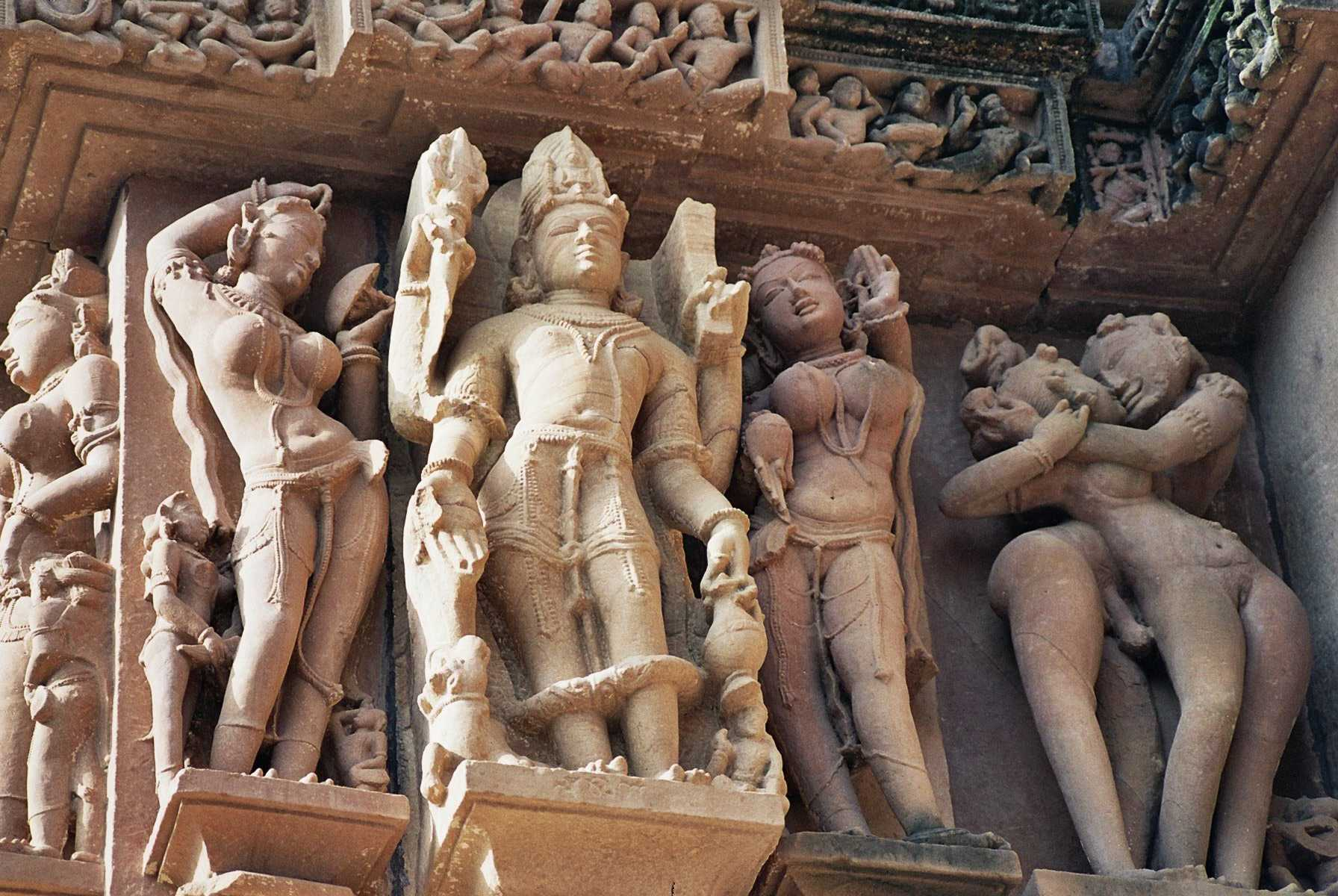
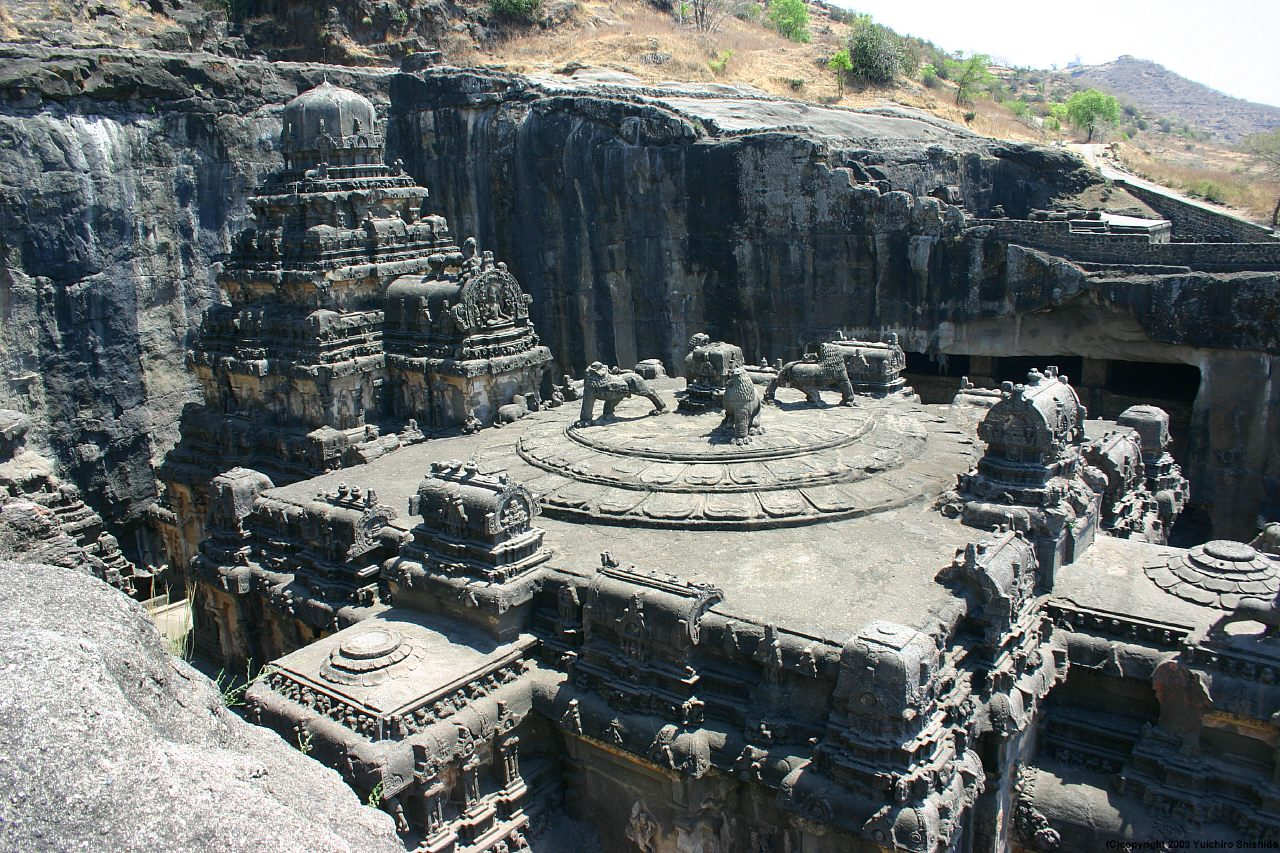